# Bernardino Fungai

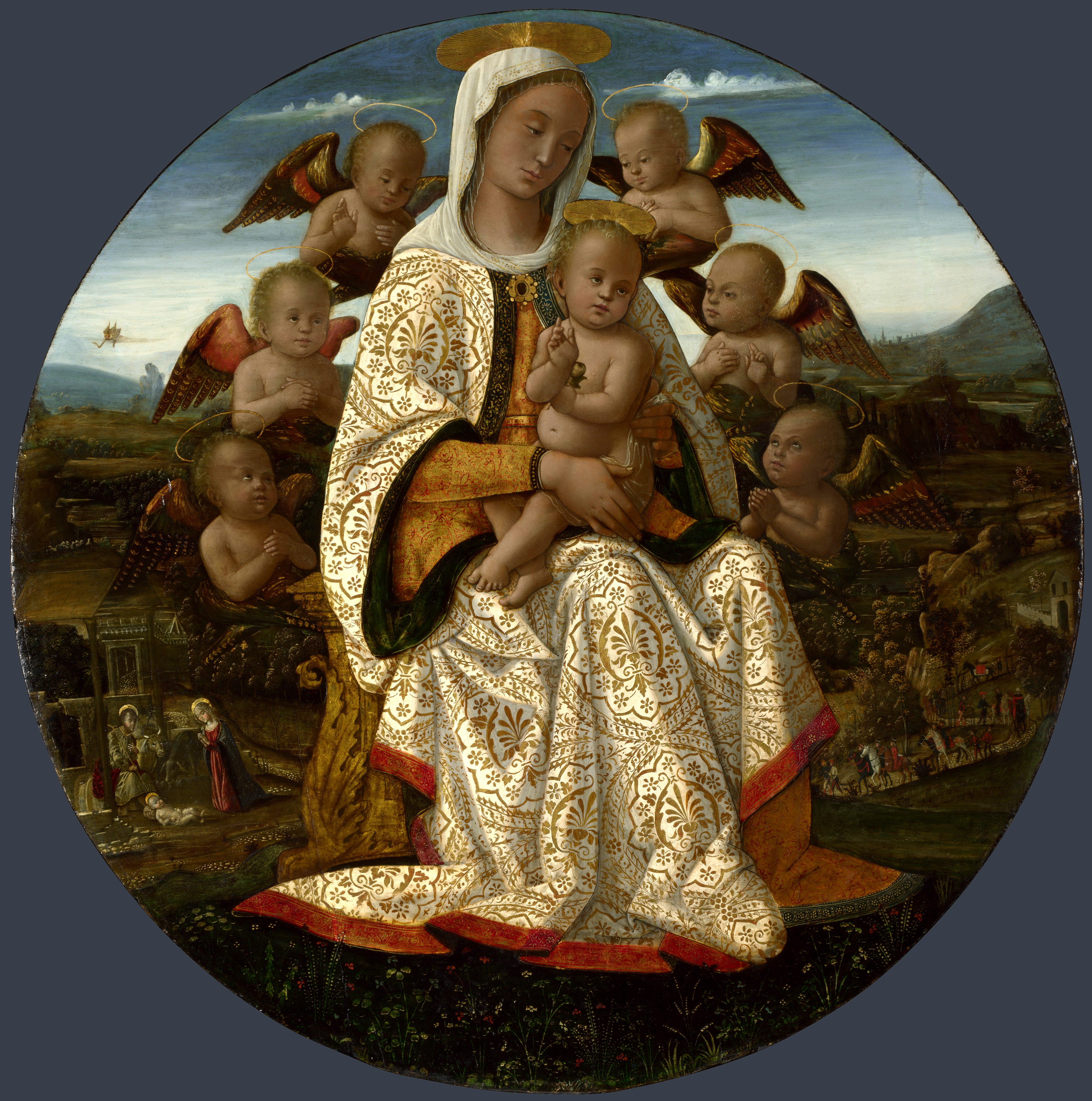
The Virgin and Child with Cherubim (Madonna col Bambino e angeli), National Gallery, London

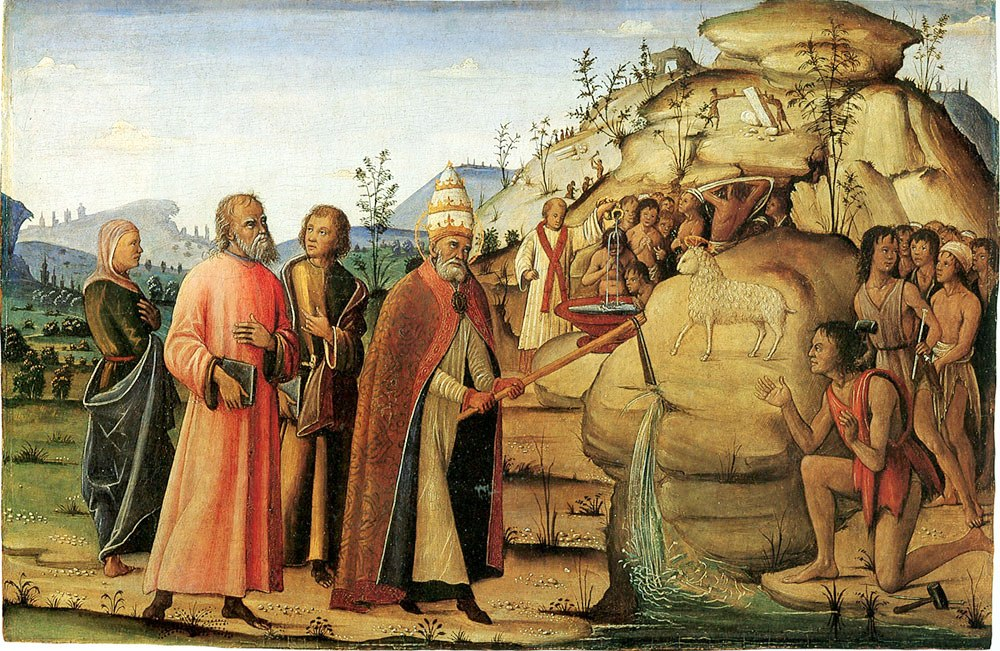
Scene from the Life of San Clemente

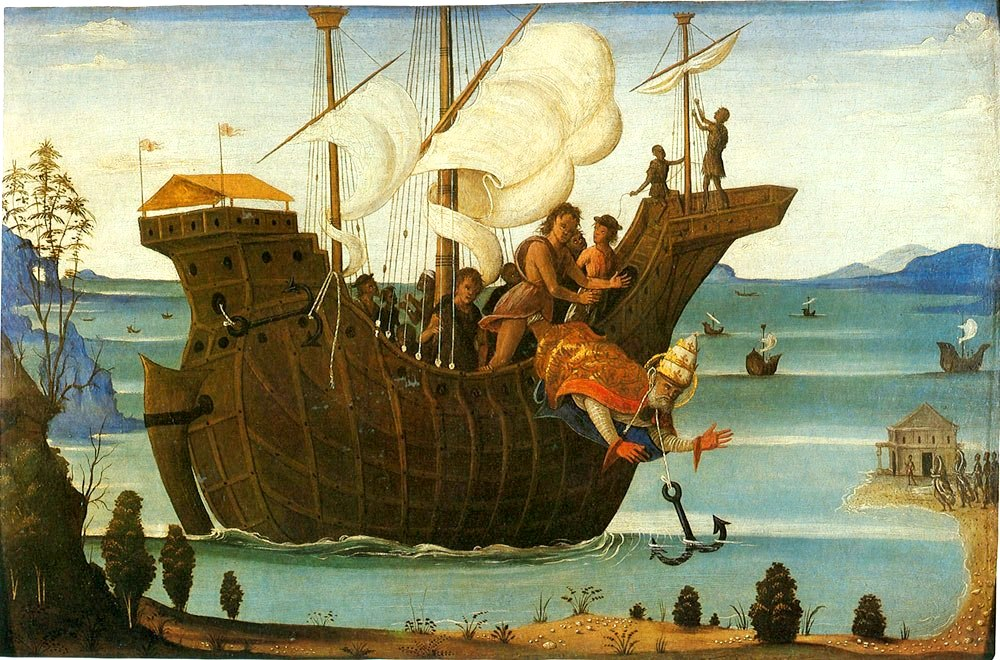
Martyrdom of San Clemente, York, York Art Gallery

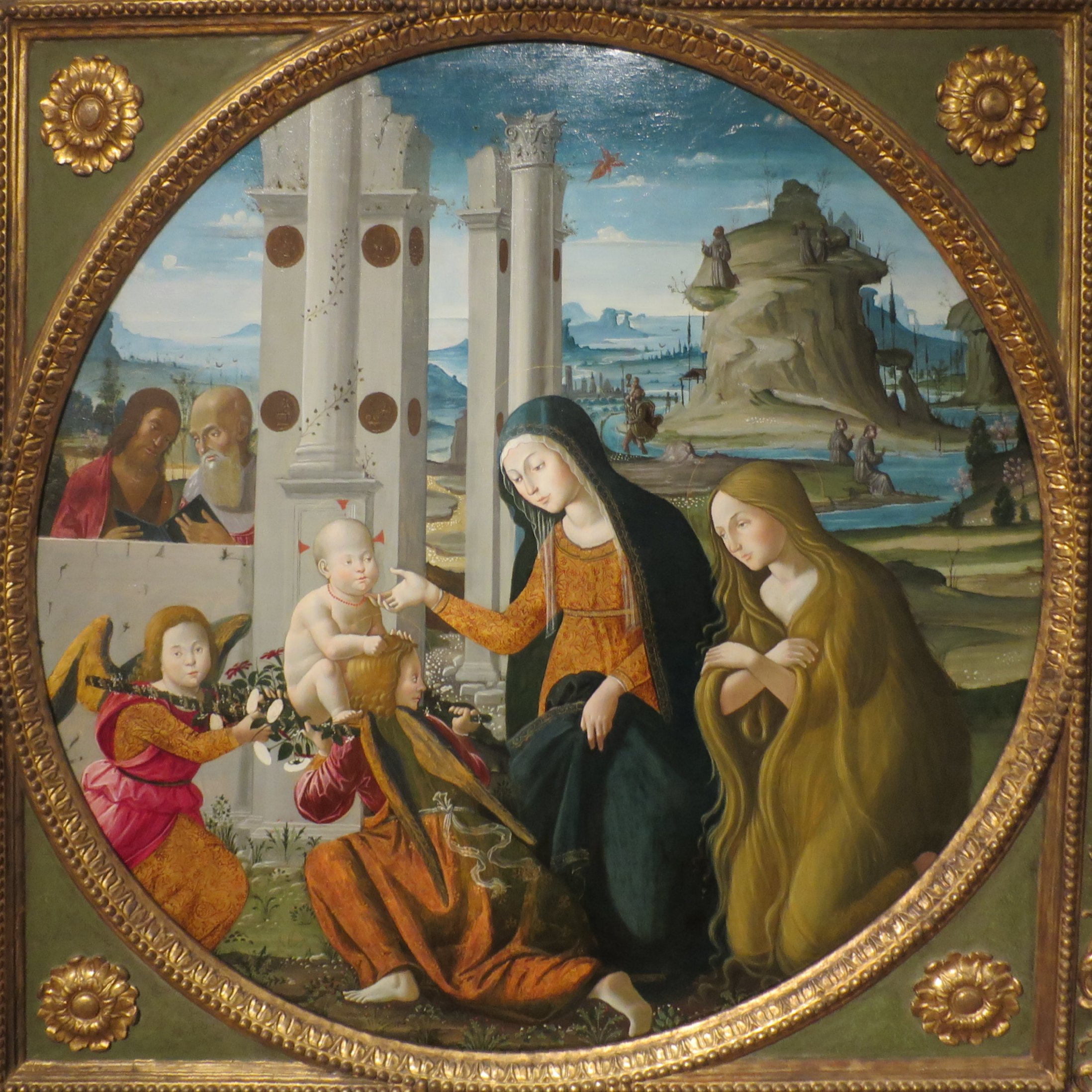
Madonna col Bambino, Santi e Angeli

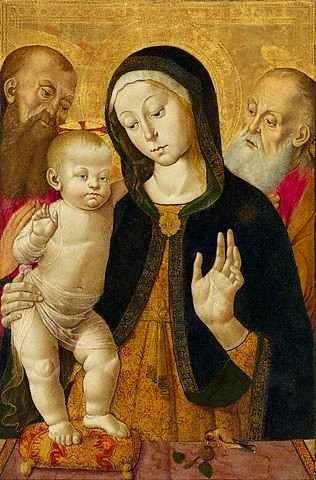
Madonna and child with two hermit saints, Los Angeles, J. Paul Getty Museum

Bernardino Fungai (* 1460 in Siena; † 1516 in Siena) war ein italienischer Maler, der im Stil der Schule von Siena malte.

## Leben
Er wurde als Bernardino Cristofano di Nicholo d’Antonio di Pietro da Fonghaia getauft. Sein Name erscheint auch in der Schreibweise Bernardino Fungài. Wahrscheinlich lernte er sein Handwerk um 1482 bei Benvenuto di Giovanni. Weitere Einflüsse scheinen von Matteo di Giovanni, Stefano di Giovanni Sassetta und Giovanni di Paolo zu stammen. Zu seinen Schülern gehörte Giacomo Pacchiarotti. Erstmals in Erscheinung trat Fungai am Anfang der 1490er Jahre, als er im Dom von Siena Fresken in der Kuppel anfertigte. Spätere Einflüsse auf das künstlerische Werk werden Francesco di Giorgio, dem Perugino, Pinturicchio und Luca Signorelli zugeschrieben.

## Werke (Auswahl)
- Bergamo, Accademia Carrara: Madonna col Bambino e due angeli
- Chicago, Smart Museum of Art: Madonna in a Mandorla surrounded by Angels (auch The Virgin Surrounded by Angels in a Mandorla), 66,7 × 40,3 cm[1]
- Columbia, University of Missouri: A Saint-King
- Chiusi, Concattedrale di San Secondiano, Domkirche: Adorazione del Bambino tra i Santi Secondiano e Girolamo
- Houston, Museum of Fine Arts: The Beloved of Enalus Sacrificed to Poseidon and Spared, um 1512 entstanden[2]
- London, National Gallery: The Virgin and Child with Cherubim (Madonna col Bambino e angeli)
- Los Angeles, J. Paul Getty Museum: Madonna and Child with Two Hermit Saints[3]
- Miami, Lowe Art Museum: Madonna col Bambino, Santi e Angeli[4]
- New Orleans, New Orleans Museum of Art (Samuel H. Kress Foundation): Martyrdom of St. Lucy
- New York City, Metropolitan Museum of Art: The Nativity (Natività), (140,7 × 102,9 cm)[5]
- Siena, Basilica di San Clemente in Santa Maria dei Servi:
  - Incoronazione della Madonna
  - Incoronazione della Vergine e Santi
- Siena, Basilica di San Domenico: Altarsockel der Werke Cristo in Pietà von Matteo di Giovanni und Natività di Gesù von Francesco di Giorgio. Beinhaltet Szenen aus Visione di Santa Caterina, Martirio di San Sebastiano, Strage degli innocenti, Predica di San Domenico und Maddalena nel deserto
- Siena, Chiesa e Convento di Santa Margherita in Castelvecchio, Refektorium: Ultima Cena (Fresko)
- Siena, Chiesa di San Niccolò del Carmine: Madonna in trono col Bambino e Santi
- Siena, Chiesa di Santa Maria in Portico a Fontegiusta: Incoronazione della Madonna con i Santi Sigismondo, Giovanni Battista, Rocco e Girolamo, zwischen 1508 und 1512 entstanden.
- Siena, Convento di San Girolamo: Assunzione di Maria
- Siena, Palazzo Piccolomini, Archivio di Stato di Siena: Sacrificio di Isacco (Museo delle Biccherne, 1485)
- Siena, Palazzo Salimbeni:
  - Impresa della Città di Siena (Fresko, später auf Leinwand aufgetragen, 168 × 128 cm)[6]
  - Impresa del Popolo di Siena, (Fresko, später auf Leinwand aufgetragen, 168 × 128 cm)[7]
  - Sant’Antonio da Padova e Santa Maria Maddalena, (Fresko, später auf Leinwand aufgetragen, 154 × 196 cm)[8]
  - San Bernardino e Santa Caterina da Siena, (Fresko, später auf Leinwand aufgetragen, 144 × 196 cm)[9]
- Siena, Pinacoteca Nazionale:
  - Madonna col Bambino e i Santissimi Giovanni Battista e Maddalena, Saal 15
  - Madonna col Bambino, San Girolamo e il beato Giovanni Colombini, Saal 15
  - Madonna col Bambino, un angelo e San Girolamo, Saal 15
  - Madonna col Bambino, Saal 23
  - Madonna col Bambino e Santi, Saal 23
  - Madonna in trono col Bambino e Santi, Saal 23, 1512 entstanden, einziges datiertes und signiertes Werk und daher Ausgangspunkt der Forschung über den Künstler[10]
- Siena, Santuario di Santa Caterina:
  - Santa Caterina che riceve le stimmate, con la Madonna in Gloria, 1496 entstanden
  - Santi Girolamo e Domenico
- Washington, Howard University Gallery of Art (Samuel H. Kress Foundation):
  - A Bishop St.
  - St. Apollonia
  - St. Anthony of Padua (Sant’Antonio di Padova)
  - St. James Major
- York, York Art Gallery:
  - Christ supported by Two Angels[11]
  - The Martyrdom of St Clement[12]
  - St. Clement Striking the Rock[13]